# Jalsovics Aladár
Jalsovics Aladár Károly (Veszprém, 1833. november 25. – Tihany, 1897. július 10.) pap, tanár, író, helytörténész.

## Élete
1850 szeptemberében lépett a bencés rendbe. A teológiát Pannonhalmán végezte. 1857. augusztus 31-én pappá szentelték. Pápán, Komáromban, Sopronban volt gimnáziumi tanár, majd a füredfürdői Kerek-templom papja volt. 1889-től nyugdíjasként Tihanyban élt.

## Írói munkássága
Első műve az 1863-ban Komáromban kiadott tankönyv volt (Az osztrák birodalom államtana gymnasiumi használatra), amelyben foglalkozott az ásványvizekkel is. Fő alkotása az 1878-ban megjelent A balatonfüredi gyógyhely és kirándulási helyei volt, ami a 19. századi fürdőirodalomhoz hasonlóan ismerteti a helység történetét, látnivalóit, és a fürdőzők számára hasznos egyéb információkat. A kötetet saját rajzaival is illusztrálta.
1889-ben Pécsett adták ki A tihanyi apátság története című munkáját.  